# John Strong (Politiker)
John Strong Jr. (* 7. April 1831 im Wayne County, Michigan-Territorium; † 2. April 1913 in South Rockwood, Michigan) war ein US-amerikanischer Politiker. Zwischen 1891 und 1893 war er Vizegouverneur des Bundesstaates Michigan.

## Werdegang
Der in Greenfield nahe dem heutigen Detroit geborene John Strong besuchte die öffentlichen Schulen seiner Heimat und arbeitete danach in der Landwirtschaft. Im Jahr 1863 zog er in das Monroe County, wo er die Stadt South Rockwood gründete. Dort war er in vielen Geschäftsbereichen tätig. Dazu gehörten die Holzbranche, die Viehzucht, der Handel und ganz allgemein die Landwirtschaft. Durch einen Arbeitsunfall in einer seiner Sägemühlen verlor er zwei Finger. Politisch schloss er sich der Demokratischen Partei an. In den Jahren 1861 und 1862 sowie von 1879 bis 1880 saß er als Abgeordneter im Repräsentantenhaus von Michigan; von 1881 bis 1884 gehörte er dem Staatssenat an.
1890 wurde Strong an der Seite von Edwin B. Winans zum Vizegouverneur von Michigan gewählt. Dieses Amt bekleidete er zwischen 1891 und 1893. Dabei war er Stellvertreter des Gouverneurs und Vorsitzender des Staatssenats. Seit 1854 war er der erste Demokrat, der dieses Amt in Michigan bekleidete. In den Jahren 1892 und 1912 war er Delegierter bzw. Ersatzdelegierter zu den jeweiligen Democratic National Conventions. Er starb am 2. April 1913 in South Rockwood.